# Liste der Bürgermeister von Loppersum
Dies ist die Liste der Bürgermeister der Gemeinde Loppersum in der niederländischen Provinz Groningen bis zu ihrer Auflösung zum 1. Januar 2021.
| Amtszeit  | Bürgermeister                  | Partei oder Strömung | Anmerkungen              |
| --------- | ------------------------------ | -------------------- | ------------------------ |
| 1811–1814 | Jan Hendrik Sissing            |                      | gest. 22. November 1814  |
| 1814–1852 | Jacobus Pieters Tichelaar      |                      |                          |
| 1852–1890 | Pieter Willem Tichelaar J.Pzn. |                      |                          |
| 1891–1906 | Frederik Boehme Wenniger       |                      | gest. 5. August 1906     |
| 1906–1927 | Simon Derk Jensema             |                      | ovl. 4. Dezember 1927    |
| 1928–1959 | Jan Daniel van der Munnik      |                      | gest. 24. November 1959  |
| 1960–1981 | Albert Assies                  | ARP                  | gest. 26. September 1981 |
| 1982–1988 | Jenny G. Sleurink-Rabbinge     | PvdA                 |                          |
| 1988–1989 | Marten R. de Jong              | PvdA                 | kommissarisch            |
| 1990–2002 | Lubertus Pit                   | PvdA                 |                          |
| 2003      | Jaap van Dijk                  | CDA                  | kommissarisch            |
| 2003–2018 | Albert Rodenboog               | CDA                  |                          |
| 2018–2020 | Hans Engels                    | D66                  | kommissarisch            |